# Шахова олімпіада 1930
Шахова олімпіада 1930 року — третя офіційна шахова олімпіада. Пройшла у Гамбурзі 13—27 липня 1930 року і була приурочена до 100-річчя Гамбурзького шахового клубу.

## Підготовка до турніру
Заявки надіслала 21 країна, але не змогли приїхати Бельгія, Італія й Мексика. У турнірі стартувало 18 команд.
Головною подією стала участь в олімпіаді А. Алехіна (Франція) — вперше в шаховій історії чемпіон світу грав на олімпіаді. Завдяки тому, що конгрес ФІДЕ 1928 року зрівняв права «аматорів» і «професіоналів», практично всі команди виступали у найсильніших складах. У команді Польщі були Акіба Рубінштейн, Ксавери Тартаковер і Давід Пшепюрка, за США виступали Маршалл і Айзек Кежден, за угорців грав Ґеза Мароці, за шведів — Ґідеон Штальберґ, Йостра Штольц, Ерік Лундін, а команду Англії очолював чемпіон країни Султан-Хан.
Перед початком змагань фаворитами вважали дворазових чемпіонів угорців та сильну команду Польщі, високо оцінювали також шанси американців і німців.

## Перебіг олімпіади
Після 8 турів турнірну таблицю очолювала Польща — 23 очка; 2. Нідерланди — 22,5; 3. Німеччина — 21; 4. США — 20; 5. Угорщина — 19,5. У 10-му турі німці розгромно програють американцям (0,5:3,5) і ще більше відстають від лідерів. США в 13-му турі сенсаційно «всуху» поступились Австрії — 0:4, і також вибули з групи, яка боролась за медалі.
Перед останнім, 17-м туром, Угорщина випереджала Польщу на півочка. Проте поляки грали з аутсайдером Фінляндією, а угорцям протистояла сильна збірна Голландії. Ситуацію відразу прояснила поразка на 1-й шахівниці Шандора Такача від Даніеля Нотебома, тоді як поляки вже вели у своєму матчі 3:0. У підсумку: Угорщина—Голландія — 1,5:2,5; Польща—Фінляндія — 3,5:0,5 і Польща вперше в історії виграє Кубок Гамільтона-Расселла.

## Підсумки
Головною ударною силою польської команди були 47-річний Акіба Рубінштейн, який не програв жодної партії на турнірі (+13 =4 −0) і Ксавери Тартаковер (+9 =6 −1). Інші гравці збірної також показали стабільні результати: Давід Пшепюрка (+7 =4 −2), Казімєж Макарчик (+5 =5 −3), Паулін Фрідман (+3 =4 −2).
У складі збірної Угорщини, яка стала другою, найкращий результат показав Корнел Хаваші: +10 =4 −0. Інші шахісти угорської збірної зазнали, принаймні, по дві поразки і загалом показали слабшу гру, ніж від них очікували.
Бронзовим призером стали господарі  команда Німеччини.
У складі Чехословаччини, яка фінішувала 5-ю, прекрасною грою виділявся дебютант 21-річний Саломон Флор, котрий програв 2 партії (Нотебому та Кеждену), але в 14 зустрічах переміг і одну звів унічию: +14 =1 −2. Хоча Франція посіла низьке 12-е місце, її лідер — чемпіон світу Александр Алехін — переміг в усіх 9 партіях, показавши 100%-ву результативність. Та його досягнення не було відзначене ніяким спеціальним призом, оскільки гросмейстер не провів хоча б 60% усіх можливих партій на змаганнях.

### Підсумкова таблиця
- Очки - сума набраних очок всіма шахістами (1 за перемогу шахіста, ½ за нічию, 0 - поразка);
- КО - командні очки, набрані всією командою (2 за перемогу команди, 1 - нічия, 0 - поразка);

| №  | Країна         | 1  | 2  | 3  | 4  | 5  | 6  | 7  | 8  | 9  | 10 | 11 | 12 | 13 | 14 | 15 | 16 | 17 | 18 | Очки | КО | Перемоги | Нічиї | Поразки |
| -- | -------------- | -- | -- | -- | -- | -- | -- | -- | -- | -- | -- | -- | -- | -- | -- | -- | -- | -- | -- | ---- | -- | -------- | ----- | ------- |
| 1  | Польща         |    | 3½ | 2  | 2  | 1½ | 2  | 1½ | 3  | 4  | 2½ | 2½ | 3½ | 3  | 2½ | 4  | 4  | 3½ | 3½ | 48½  | 27 | 12       | 3     | 2       |
| 2  | Угорщина       | ½  |    | 2  | 2  | 1½ | 3  | 1½ | 2  | 2  | 3  | 3½ | 3½ | 3½ | 4  | 4  | 4  | 4  | 3  | 47   | 24 | 10       | 4     | 3       |
| 3  | Німеччина      | 2  | 2  |    | 3  | 2  | ½  | 1½ | 3  | 3  | 3½ | 3½ | 3  | 2½ | 3½ | 2  | 2½ | 3  | 4  | 44½  | 26 | 11       | 4     | 2       |
| 4  | Австрія        | 2  | 2  | 1  |    | 2  | 4  | 2  | 1½ | 2  | 3½ | 3  | 3  | 2  | 3  | 3½ | 2  | 3  | 4  | 43½  | 23 | 8        | 7     | 2       |
| 5  | Чехословаччина | 2½ | 2½ | 2  | 2  |    | 2  | ½  | 2½ | 3½ | 1  | 2  | 3½ | 2½ | 2  | 4  | 3  | 3½ | 3½ | 42½  | 25 | 10       | 5     | 2       |
| 6  | США            | 2  | 1  | 3½ | 0  | 2  |    | 2½ | 2  | 2  | 2½ | 2½ | 1½ | 2½ | 3½ | 3  | 3  | 4  | 4  | 41½  | 24 | 10       | 4     | 3       |
| 7  | Нідерланди     | 2½ | 2½ | 2½ | 2  | 3½ | 1½ |    | 1½ | 1½ | 1½ | 3  | 3  | 3½ | 1  | 2½ | 3  | 4  | 2  | 41   | 22 | 10       | 2     | 5       |
| 8  | Англія         | 1  | 2  | 1  | 2½ | 1½ | 2  | 2½ |    | 2  | 3  | 2½ | 3½ | 2½ | 2  | 2½ | 3½ | 3  | 3½ | 40½  | 24 | 10       | 4     | 3       |
| 9  | Швеція         | 0  | 2  | 1  | 2  | ½  | 2  | 2½ | 2  |    | 2  | 2½ | 3  | 3  | 3½ | 3½ | 3  | 3½ | 4  | 40   | 23 | 9        | 5     | 3       |
| 10 | Латвія         | 1½ | 1  | ½  | ½  | 3  | 1½ | 2½ | 1  | 2  |    | 1  | 2  | 3  | 3  | 4  | 3  | 2  | 3½ | 35   | 17 | 7        | 3     | 7       |
| 11 | Данія          | 1½ | ½  | ½  | 1  | 2  | 1½ | 1  | 1½ | 1½ | 3  |    | 2  | 2  | 1  | 3  | 2½ | 2½ | 4  | 31   | 13 | 5        | 3     | 9       |
| 12 | Франція        | ½  | ½  | 1  | 1  | ½  | 2½ | 1  | ½  | 1  | 2  | 2  |    | 2½ | 3½ | 1½ | 3  | 3  | 2½ | 28½  | 14 | 6        | 2     | 9       |
| 13 | Румунія        | 1  | ½  | 1½ | 2  | 1½ | 1½ | ½  | 1½ | 1  | 1  | 2  | 1½ |    | 1  | 3½ | 3½ | 2½ | 2½ | 28½  | 10 | 4        | 2     | 11      |
| 14 | Литва          | 1½ | 0  | ½  | 1  | 2  | ½  | 3  | 2  | ½  | 1  | 3  | ½  | 3  |    | 0  | 1  | 1  | 2  | 22½  | 9  | 3        | 3     | 11      |
| 15 | Ісландія       | 0  | 0  | 2  | ½  | 0  | 1  | 1½ | 1½ | ½  | 0  | 1  | 2½ | ½  | 4  |    | 1  | 3½ | 2½ | 22   | 9  | 4        | 1     | 12      |
| 16 | Іспанія        | 0  | 0  | 1½ | 2  | 1  | 1  | 1  | ½  | 1  | 1  | 1½ | 1  | ½  | 3  | 3  |    | 2  | 1½ | 21½  | 6  | 2        | 2     | 13      |
| 17 | Фінляндія      | ½  | 0  | 1  | 1  | ½  | 0  | 0  | 1  | ½  | 2  | 1½ | 1  | 1½ | 3  | ½  | 2  |    | 2  | 18   | 5  | 1        | 3     | 13      |
| 18 | Норвегія       | ½  | 1  | 0  | 0  | ½  | 0  | 2  | ½  | 0  | ½  | 0  | 1½ | 1½ | 2  | 1½ | 2½ | 2  |    | 16   | 5  | 1        | 3     | 13      |